# Montreuil-le-Gast
Montreuil-le-Gast è un comune francese di 1 936 abitanti situato nel dipartimento dell'Ille-et-Vilaine nella regione della Bretagna.

## Amministrazione

### Gemellaggi
- Montalto delle Marche, Italia

## Società

### Evoluzione demografica
Abitanti censiti